# Toràs
Toràs (en castellà i oficialment, Torás) és un municipi del País Valencià que es troba a la comarca de l'Alt Palància.

## Geografia
El terme municipal té una superfície relativament muntanyosa i està enclavat quasi al centre del circ que formen la Serra de Pina al nord, la del Toro-Javalambre a l'oest i la serra d'Andilla al sud. Sobre trobar-se en una zona mitjanament elevada, no hi ha muntanyes d'altitud destacada. Limita amb els de Barraques, Begís, Teresa, El Toro i Viver.
Al sud discorre el curs alt del riu Palància, de cabal regular —encara que augmenta en època de pluges—, aigües netes i transparents i una certa riquesa piscícola.
Vora una tercera part de la superfície del terme és massa forestal en la qual destaquen el pi, la savina i la carrasca. Les zones de bosc a on abunden este tipus d'arbres són Hoya Elvira, L'Agua Mala, El Sabinar, La Cañadilla, El Bolaje, Los Arenales, entre d'altres.
Toràs té un clima continental, amb hiverns frescs i estius temperats.

## Història
Toràs fon fundat pels àrabs i, posteriorment, conquerit per Jaume I (1208-1276) i lliurat a l'orde de Calatrava, en poder de la qual es va mantindre fins al regnat de Carles I, qui va incorporar-la a la Corona. El general isabelí Azpiroz va instal·lar-se al municipi, cosa que va provocar un fort setge per part dels carlins, que acabà el 22 de maig de 1840. Va pertànyer a Begís fins al març de 1843, quan es va erigir com a municipi independent. Demogràficament presenta, des de les primeries del segle xx, una progressiva reducció de la seua població jove, que va emigrar a zones industrials com ara Barcelona, la Plana de Castelló i l'Horta de València.

### Topònim
El seu nom prové de toros i toràs que hi acudien antigament a pasturar als seus voltants, encara que en l'actualitat es troben reduïts al mínim.

## Demografia
| 1900 | 1910 | 1920 | 1930 | 1940 | 1950 | 1960 | 1970 | 1981 | 1991 | 2000 | 2005 | 2007 |
| ---- | ---- | ---- | ---- | ---- | ---- | ---- | ---- | ---- | ---- | ---- | ---- | ---- |
| 797  | 746  | 686  | 699  | 660  | 681  | 520  | 435  | 314  | 258  | 258  | 269  | 258  |

## Economia
Per orde d'importància, els sectors econòmics predominants a Toràs són l'agricultura, amb predomini de l'ametler i l'olivera, així com pomes i hortalisses; la ramaderia, sobretot les ovelles, encara que també hi han granges de porcs i avícoles; i la construcció i el sector servicis. La indústria és inexistent.

## Alcaldia
Des de 2011 l'alcalde de Toràs és Carlos Leoncio del Río Díaz del Partit Popular (PP).
| Període                       | Alcalde o alcaldessa        | Partit polític | Data de possessió | Observacions |
| ----------------------------- | --------------------------- | -------------- | ----------------- | ------------ |
| 1979–1983                     | Domingo Macián Lázaro       | UCD            | 19/04/1979        | --           |
| 1983–1987                     | Cayetano Muñoz Monleón      | PSPV-PSOE      | 28/05/1983        | --           |
| 1987–1991                     | Cayetano Muñoz Monleón      | PSPV-PSOE      | 30/06/1987        | --           |
| 1991–1995                     | Manuel Lizondo Macián       | PSPV-PSOE      | 30/06/1991        | --           |
| 1995–1999                     | Blas Mañes Macián           | PP             | 17/06/1995        | --           |
| 1999–2003                     | José Vicente Macián Flor    | PP             | 03/07/1999        | --           |
| 2003–2007                     | José Vicente Macián Flor    | PP             | 14/06/2003        | --           |
| 2007–2011                     | José Vicente Macián Flor    | PP             | 16/06/2007        | --           |
| 2011–2015                     | Carlos Leoncio del Río Díaz | PP             | 11/06/2011        | --           |
| 2015–2019                     | Carlos Leoncio del Río Díaz | PP             | 13/06/2015        | --           |
| 2019-2023                     | Carlos Leoncio del Río Díaz | PP             | 15/06/2019        | --           |
| Des de 2023                   | n/d                         | n/d            | 17/06/2023        | --           |
| Fonts: Generalitat Valenciana |                             |                |                   |              |

## Monuments d'interés

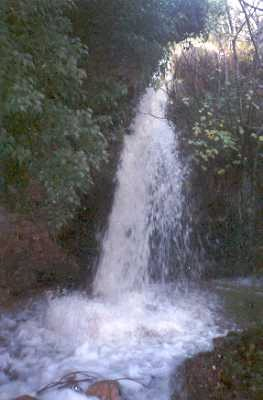
Font del Xorrillo (Chorrillo)

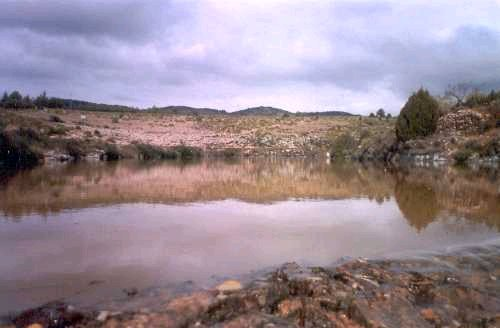
Embassament de Camarillas

- Església de Santa Quitèria. Del segle xviii.

Església d'una sola nau amb altars laterals sense capelles i volta de canó de proporcions i formes acadèmiques.
- Ajuntament.
- La Creu. Es troba en el punt més alt d'una muntanya als voltants del poble.
- Masia de la Atalaya
- Masia de los Planos.
- Masia de la Cerrada. On va nàixer l'escriptor Antonio Ponz Piquer l'any 1725.

## Llocs d'interés natural
- Embassament de Camarillas. Construcció excavada en pedra que es nodrix de les aigües de la Font de Camarillas, que es troba al costat de l'embassament.
- Barranc del Regajo. Conté exemplars de roure valencià o Quercus Fagínea, oms comuns o Ulmus Minor, i xops blancs i negres.
- Font de Camarillas. Disposa d'una zona d'esplai, amb àrees recreatives que servixen de lloc de reunió de veïns i visitants.
- Font de la Barrancada. Arreplega les aigües per a regar els camps de fruiters i hortes.
- Font del Xorrillo (Chorrillo). Es tracta d'un dels llocs on es troben alguns dels últims àlbers del País Valencià. Paral·lela a una senda es troba la séquia per a reg dels cultius de la zona que es proveïx de la font. La climatologia i la humitat de les seues parets és idònia per al creixement de les violetes a la vora del camí. Hi abunda també el romer, el timó i l'espígol, i en algunes roques es troben te o poliol silvestre.
- Pocico de San Vicente. Proveïa l'aigua per a la pedrera que hi ha prop, de la qual s'extreia una pedra especial per a construir forns de llenya.
- Partida de Atalaya. Reducte de bosc mediterrani format exclusivament per carrasques (Quercus Rotundifolia), que en l'actualitat s'utilitza com a aprofitament agroforestal que es compatibilitza amb la busca de trufes o tòfones, amb la condició de carrascal.
- Font Malaño.
- Muntanya Alta del Navajo. Situada a 1.104 metres d'altitud sobre el nivell de la mar, on es pot apreciar una vista panoràmica de tota la comarca.
- Alt de la Creu. Situat a 1.121 metres d'altitud.
- Alt del Cogombre. Situat a 1.136 metres d'altitud, punt més alt del terme.

## Festes i celebracions
- Festes del Crist. Del 6 al 12 de setembre.
- Sant Joan. El 24 de juny.
- Santa Quitèria. El 22 de maig.